# Tertre de Piłsudski
Le tertre de Piłsudski (en polonais : kopiec Piłsudskiego) est une butte artificielle de la forêt Wolskie plus grand parc forestier qui se trouve dans la partie ouest de la ville de Cracovie.

## Historique
Cette butte a été voulue en 1934 par les membres de la Légion polonaise. En 1935, il est décidé de lui donner le nom de Józef Piłsudski. Ce tertre est un monument classé A-607.

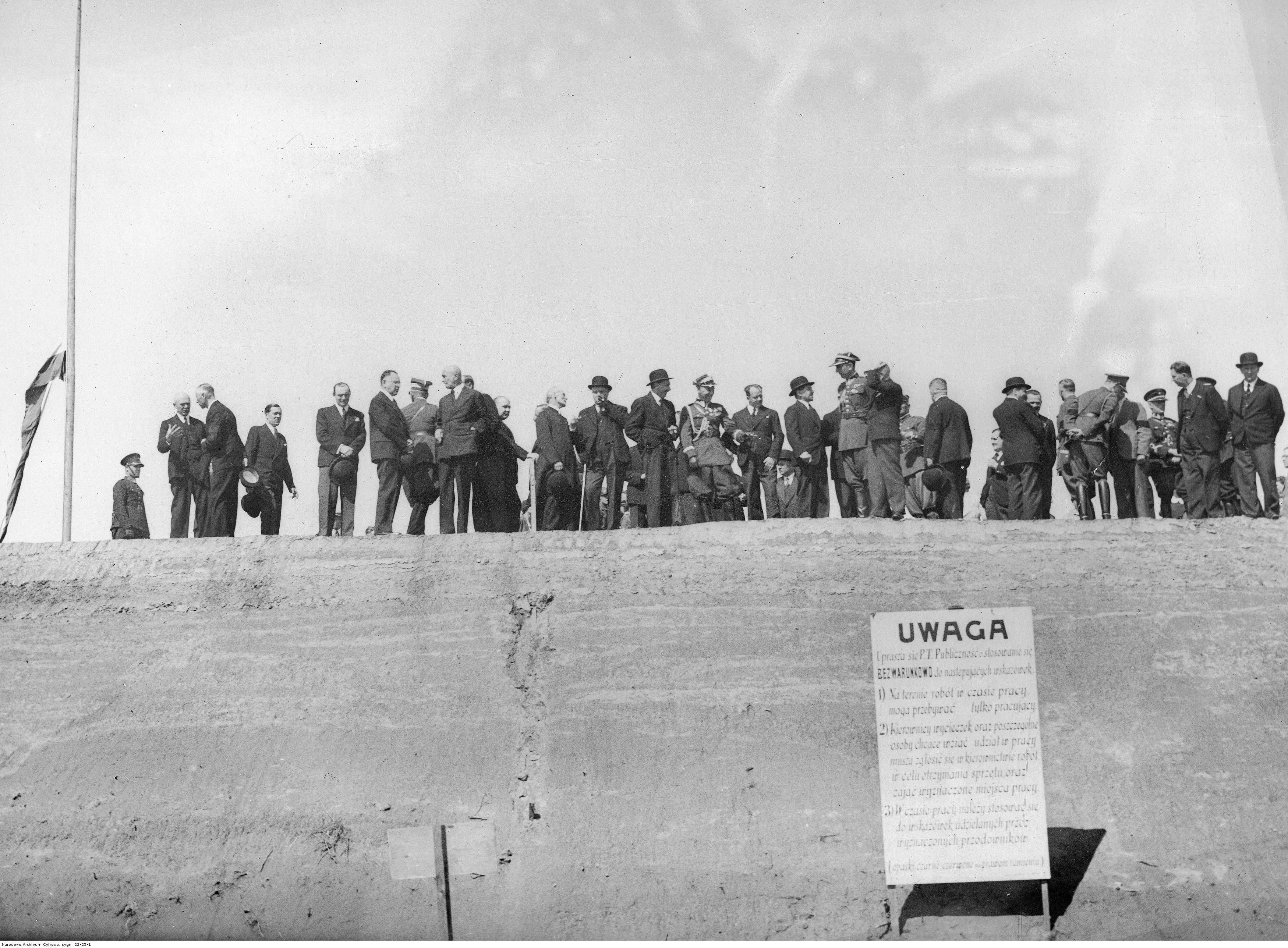
EN 1935, inauguration par Józef Beck, Edward Rydz-Śmigły, Marian Zyndram-Kościałkowski, Władysław Raczkiewicz, Walery Sławek.
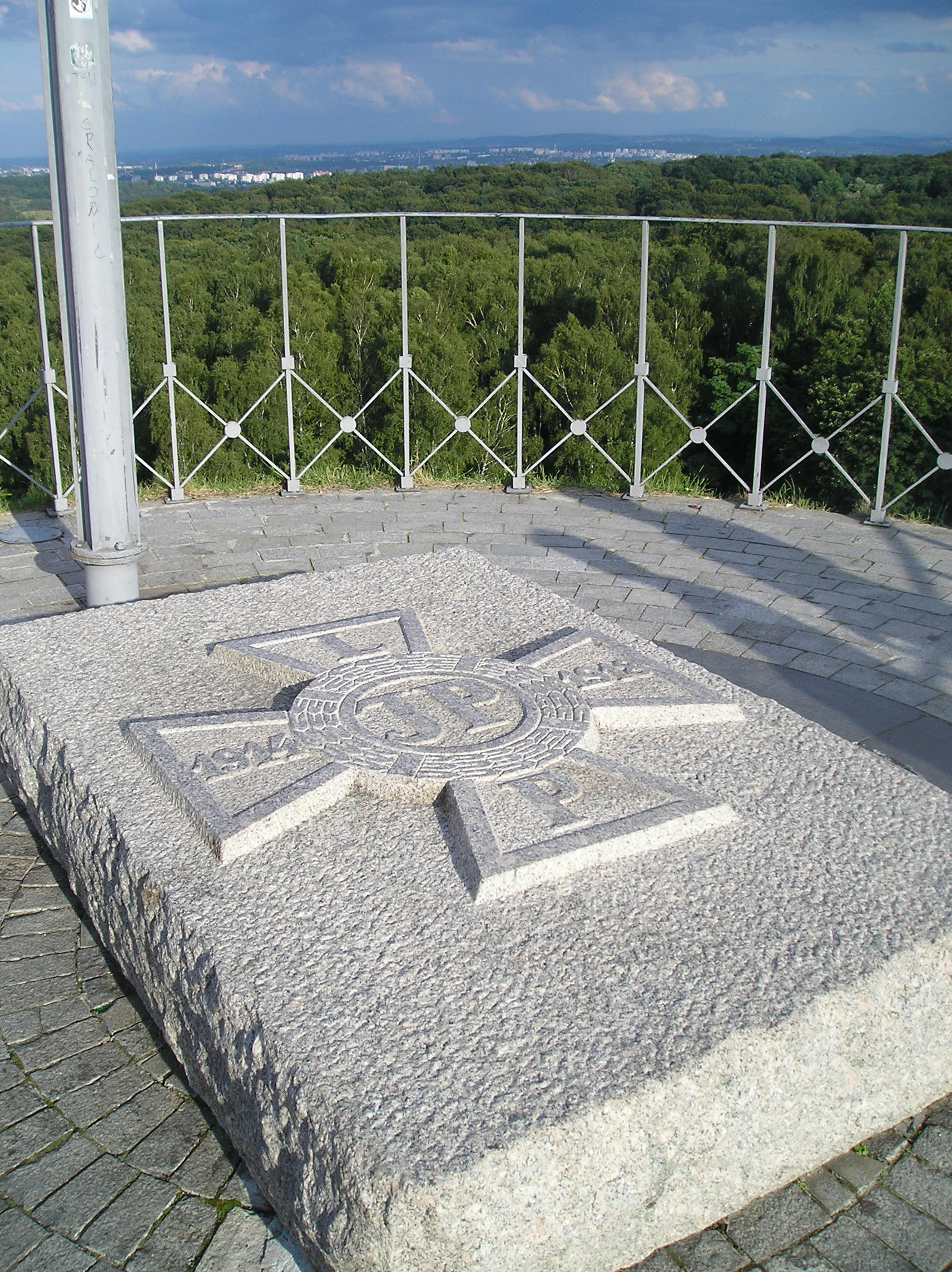
Monument à son sommet.